# Турски ток
Турски ток је међународни гасовод који иде од јужног руског приморског града Анапе кроз Црно море до турске локације Мидија у европском делу Турске. Одатле наставља до села Лулебургаз, одакле се гас пребацује у турску међуградску гасну мрежу. Половина капацитета намењена је турском тржишту, друга половина Балкану. Турски ток је у потпуности финансирао Гаспром.

## Историја
Први директни гасовод између Русије и Турске испод Црног мора био је Плави ток, који је пуштен у рад 2005. године. Руски премијер Владимир Путин је 2009. године предложио линију Плави ток II паралелну са првобитним гасоводом. Пројекат Плави ток II никада није ни заживео јер је пројекат Јужни ток преузео вођство, све док није напуштен 2014. године.
Пројекат Турски ток најавио је током своје државне посете Турској, руски председник Владимир Путин 1. децембра 2014. године, када је потписан меморандум о разумевању између Гаспрома и Боташа. Дозвола за извођење инжењерских истраживања за деоницу Турски ток је дата у јулу 2015. године. Такође у јулу 2015. потписан је меморандум о разумевању између Грчке и Русије за изградњу и рад деонице Турског тока на грчкој територији.
У новембру 2015, након обарања руског авиона Сухој Су-24, пројекат је једнострано суспендовала Русија. Крајем јула 2016, након састанка за помирење у Москви, обе стране су вратиле пројекат на сто. Русија и Турска су званично потписале међувладин споразум у Истанбулу 10. октобра 2016. године, за реализацију пројекта.
Уговор са офшор извођачем Алсеас за полагање прве линије потписан је 8. децембра 2016. године, а уговор за другу линију потписан је 20. фебруара 2017. Полагање прве линије у руској офшор деоници почело је 7. маја 2017. године. Церемонија завршетка изградње морске деонице одржана је у Истанбулу 19. новембра 2018. године. Подморски део гасовода је напуњен гасом у новембру 2019. године.
Гаспром је почео да испоручује гас Турским током, укључујући Бугарску и Северну Македонију, 1. јануара 2020. године, замењујући снабдевање преко Трансбалканског гасовода кроз Украјину и Румунију. Гасовод су 8. јануара 2020. године, отворили председници Русије Владимир Путин и Турске Реџеп Тајип Ердоган. Србија је спојена са гасоводом Турски ток 1. јануара 2021. године.
Спор између Русије и Европске уније 2022. прекинуо је испоруке гаса Бугарској.

## Позадина пројекта
Гасни сукоби између Русије и Украјине подстакли су Гаспром и руско министарство енергетике да потраже алтернативне начине за извоз гаса у Европску унију. Једна од тих траса требало је да буде Јужни ток гасовод по дну Црног мора до Бугарске. Међутим, 1. децембра 2014. године, руски председник Владимир Путин је на конференцији за новинаре у Анкари рекао да Русија одбија да гради Јужни ток због неконструктивног става Европске уније о гасоводу; енергетски токови ће бити преусмерени на друге регионе и пројекте течног гаса. „Сматрамо да став Европске комисије није био конструктиван. Уколико Европа не жели реализацију пројекта, онда он неће бити реализован. Убијеђени смо да је то противно европским економским интересима и да прави велику штету. Руски енергетски ресурси биће усмјерени на друга тржишта. Русија не може уложити стотине милиона долара а потом стати на бугарској граници", закључио је Путин. Одбијање изградње Јужног тока било је због чињенице да Бугарска није дала грађевинску дозволу, објаснио је Путин. Истовремено, шеф Гаспрома Алексеј Милер рекао је да је пројекат гасовода Јужни ток затворен и да неће бити повратка на овај пројекат.

## Наставак гасовода
Постоје три опције за снабдевање руским гасом земаља Јужне и Југоисточне Европе:
- Главна опција је „Балкански ток“ кроз Бугарску  – Србију  – Мађарску са приступом дистрибутивном центру гаса у аустријском Баумгартену.[13] У Бугарској је 18. септембра 2019. почела изградња гасовода Балкански ток са руским учешћем. Гастранс, заједничко предузеће српске државне компаније Србија-гас и руског Гаспрома, завршило је 25. децембра 2019.[14] године полагање 403 километра српске деонице гасовода од границе Србије са Бугарском до границе са Мађарском.[15]
- Друга опција је перспективни гасовод Посејдон од Грчке до Италије капацитета 8 милијарди м³ гаса годишње;
- Трећи је коришћење Трансјадранског гасовода након његовог завршетка. То је могуће у оквиру трећег енергетског пакета, који предвиђа пријем трећих лица за његово коришћење. Почетни капацитет је 10 милијарди м³ гаса годишње.[16]